# Tuma (Geographie)

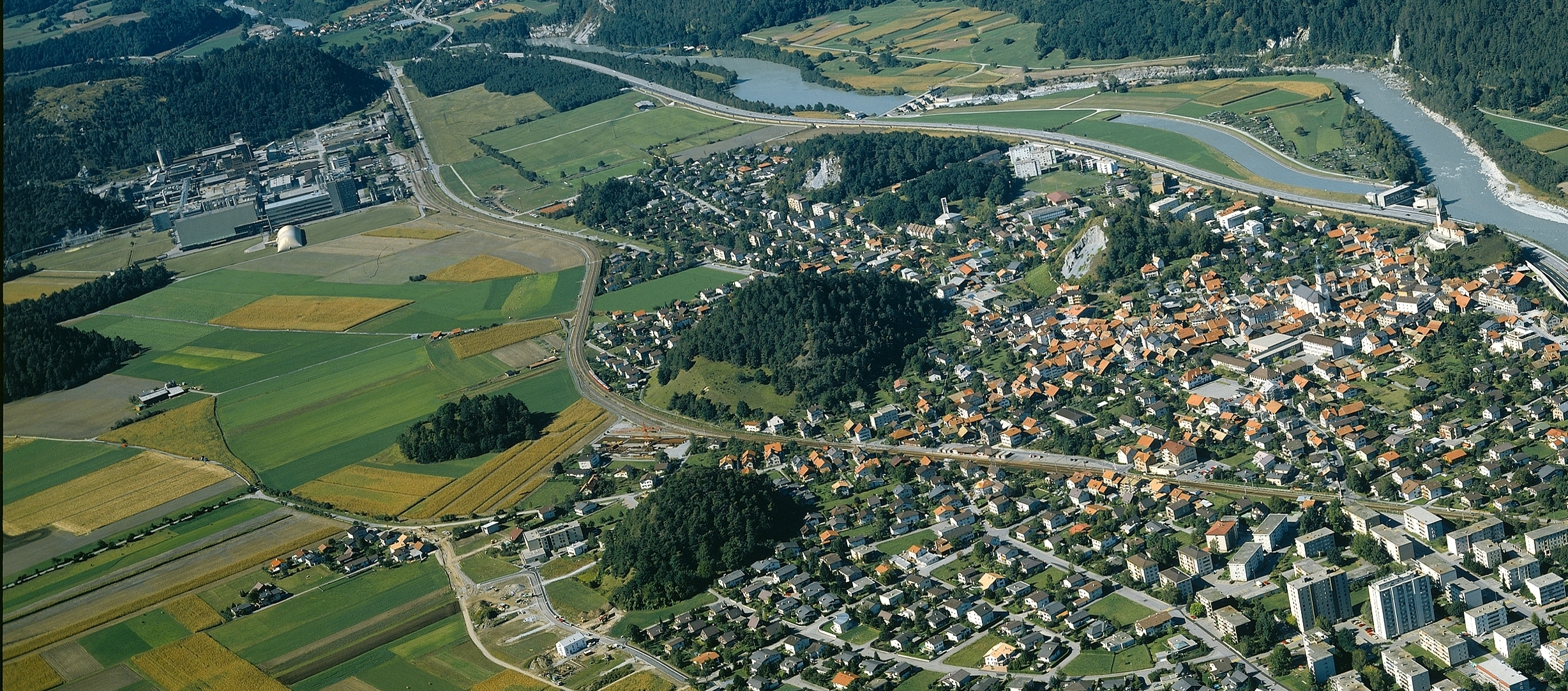
Die bewaldete Tuma Tschelli (früher Toma Gilli) in Bildmitte, im Vordergrund Tuma Falveng mit Tuma Marchesa links davon, hinten in Bildmitte Tuma Padrusa und Tuma Caprusa (links), Tuma Platta (angrenzend rechts), weitere rechts Tuma Casti mit Kapelle und Tuma Turera mit Kirche. Am Bildrand links Teile der Tum'Arsa und Tuma Lunga. Bild 1991

Tumas (Plural feminin, sursilvan für «Hügel», Schreibweise auch Tumma; früher Toma) bezeichnen die markanten, bewaldeten Hügel mit Felskernen aus zerrüttetem Bergsturzkalk im Gebiet von Domat/Ems im Churer Rheintal im Kanton Graubünden.
Hervorgegangen sind die insgesamt zwölf Tumas mit grosser Wahrscheinlichkeit aus den Sturzenergien des Flimser und Taminser Bergsturzes, wobei vom letzteren ganze Trümmerpakete verfrachtet wurden.
Dass die Tumas keine Erosionsformen des Rheins sind, ist daran zu erkennen, dass Kegel keine fluviale Erosionsform sind und vor allem weil die Gruppe wie ein Riegel rechtwinklig zur Fliessrichtung steht.

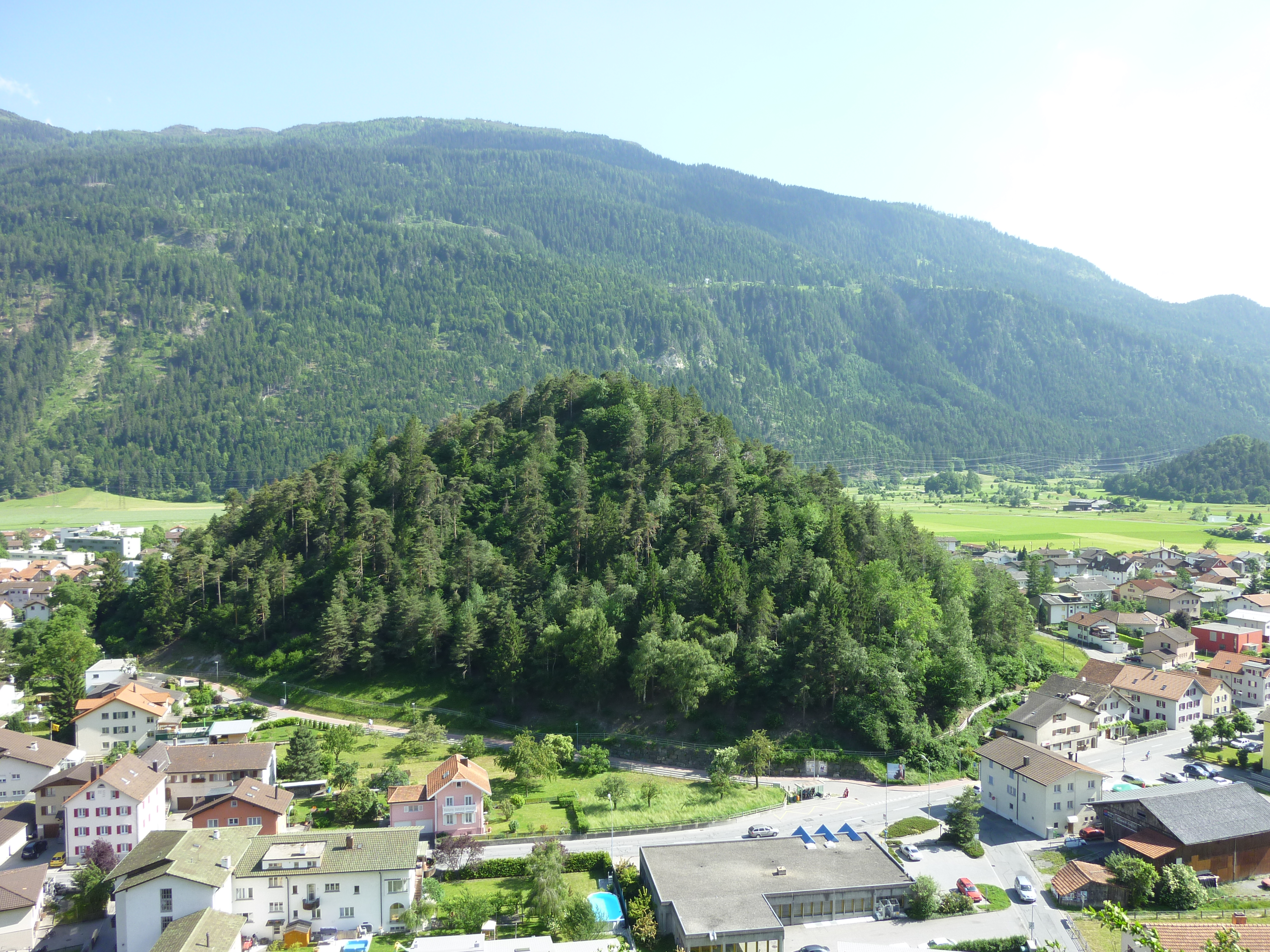
Tuma Tschelli, 2010

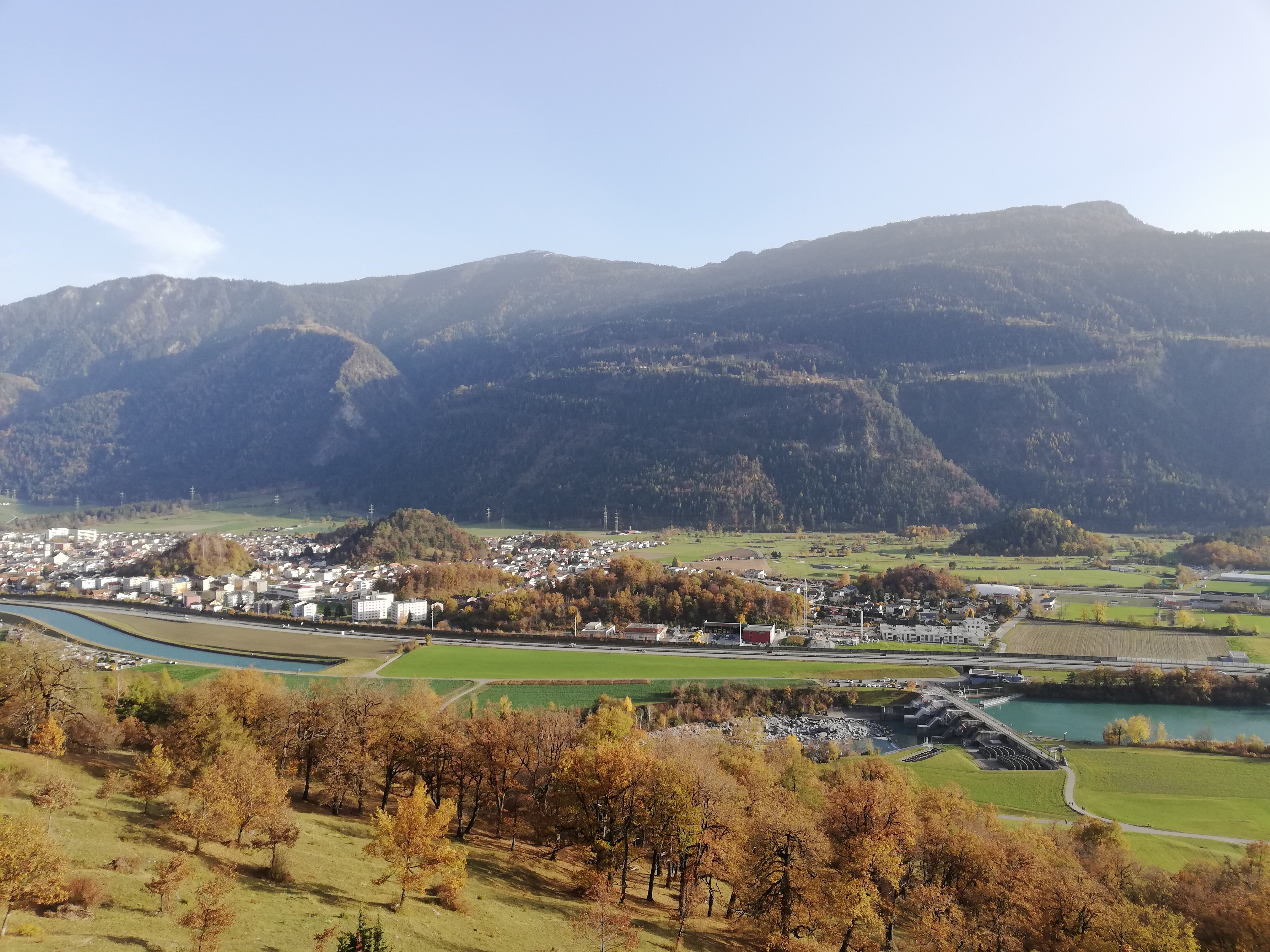
Tuma-Landschaft, Tuma Padrusa in Bildmitte, 2020

Die Tumas im Dorfkern von Domat/Ems, in Felsberg und in Chur sind von einer Sturzflut verfrachtete Bergsturztrümmer des Taminser Bergsturzes. Die quer zum Tal verlaufenden längsförmigen Hügel beim Emser Golfplatz und nahe der EMS-Chemie sind die ursprünglichen Bergsturzablagerungen des Taminser Bergsturzes analog der Absturzmasse Ils Aults.
Zudem erklärt Erosion nicht die Verfrachtung des vorderrheinischen Materials nach Rhäzüns (Sogn Gieri, Schloss Rhäzüns), Pardisla und der Fels bei der Hinterrheinbrücke Rodels im Domleschg, also dem Hinterrhein entlang flussaufwärts. Diese Bergsturztrümmer wurden durch die gleiche Flutwelle flussaufwärts transportiert.
Der Grossteil der Tumas von Domat/Ems mit Umgebung (Fläche 112 ha) ist seit 1983 als Tomalandschaft bei Domat/Ems im Bundesinventar der Landschaften und Naturdenkmäler von nationaler Bedeutung (BLN). Seit 2019 besteht ein Sonderwaldreservat von 31,28 ha um die meisten Tumas. Diese sind mehrheitlich Eigentum der Bürgergemeinde Domat/Ems.
Ausserhalb dieser Region wird bei Erhebungen dieser Art von Tomahügeln oder auch von Tumas gesprochen.

## Literatur

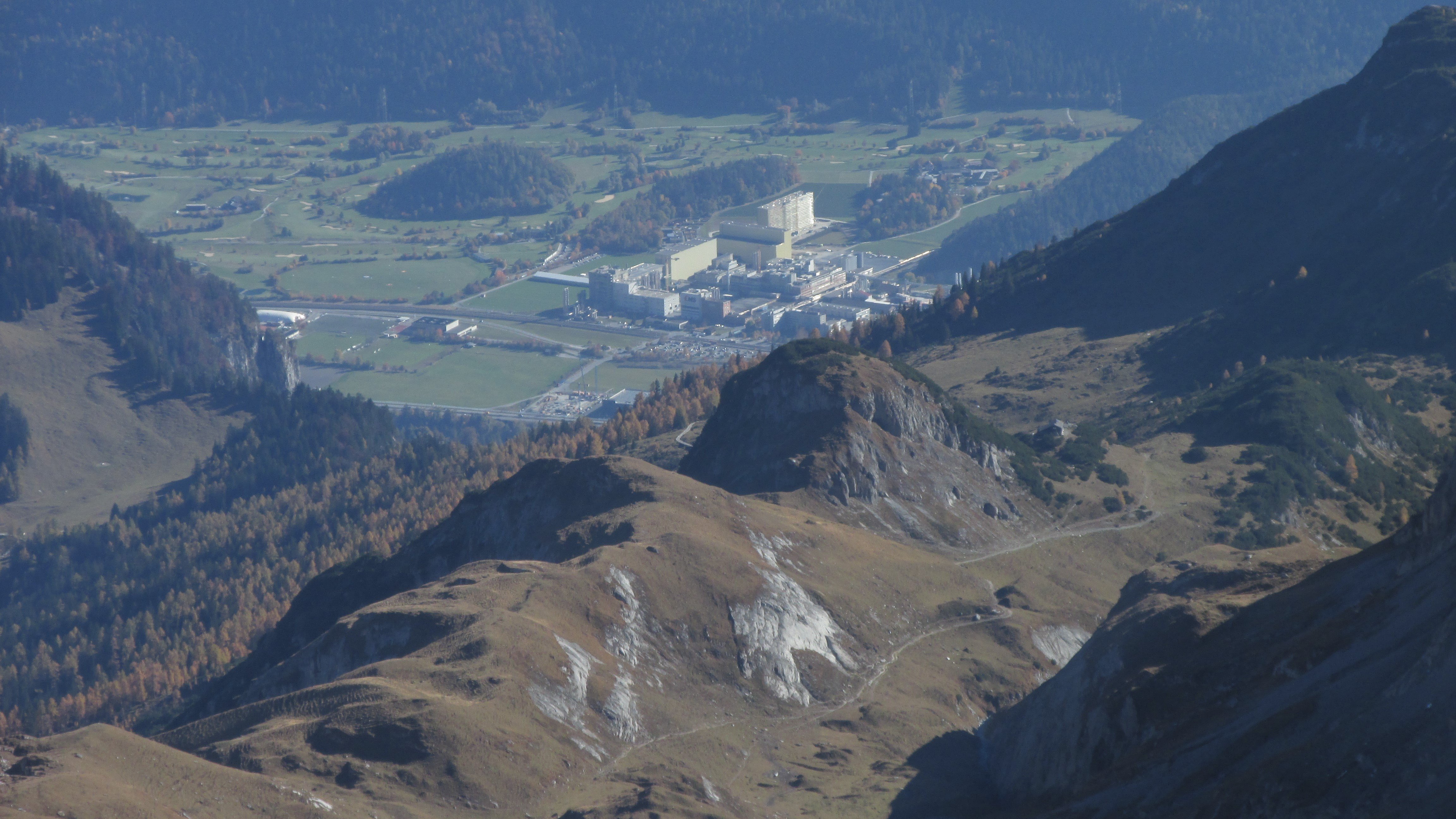
Im Hintergrund, v.l.n.r Tuma Varsera, Tum'Arsa, Tuma Lunga (links des Gebäudes), Tuma Calchera (rechts des Gebäudes). Bild 2022

## Einzelnachweise

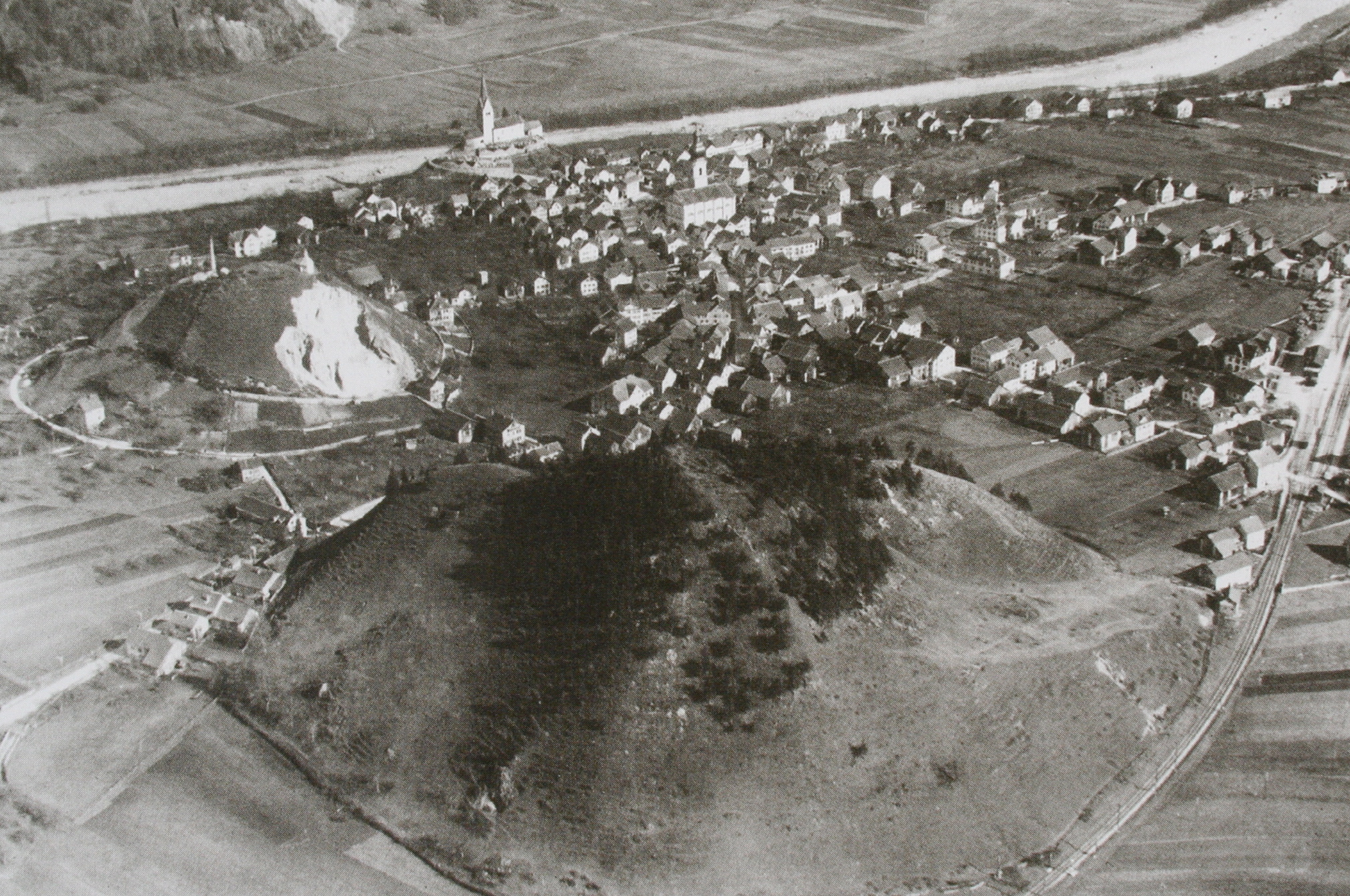
Tuma Tschelli (Vordergrund), Tuma Casté (links), im Hintergrund die Tuma Turera mit der Kirche Sogn Gion. Aufnahme von Walter Mittelholzer, 1925

## Liste
| Name                                              | Höhe ü. M. | BLN | Waldreservat | Anmerkungen | Bild |                 | ⊙                |
| ------------------------------------------------- | ---------- | --- | ------------ | --- | --- | --------------- | ---------------- |
| Tum'Arsa                                          | 653 m      | BLN | 5,0 ha       | beim Golfplatz | BW | Datei hochladen | 46.8247 9.4404   |
| Tuma Calchera (oder Toma Catehera)                | 619 m      |     | 2,4 ha       | beim Werk der Ems-Chemie; im Vogelsang                                                                                             | Bild gesucht Die Wikipedia wünscht sich an dieser Stelle ein Bild vom Ort mit diesen Koordinaten 46.8228 9.4332 . Motiv: Tuma Calchera von oben Falls du dabei helfen möchtest, erklärt die Anleitung , wie das geht. BW                              | Datei hochladen | 46.8228 9.4332   |
| Tuma Carpusa                                      | 621 m      | BLN | 1,0 ha       | | BW | Datei hochladen | 46.83094 9.43804 |
| Tuma Casti (oder Tuma Casté)                      | 638 m      | BLN | 2,0 ha       | mit Caplutta Sogn Antoni, am Fuss östlich Kirche Sogn Pieder                                                                       | BW | Datei hochladen | 46.83539 9.44773 |
| Tuma Falveng (auch Tuma Falweng)                  | 623 m      | BLN | 2,1 ha       | | BW | Datei hochladen | 46.8312 9.4536   |
| Tuma Lunga                                        | 622 m      | BLN | 4,3 ha       | beim Werk der Ems-Chemie | BW | Datei hochladen | 46.824 9.4368    |
| Tuma Tschelli (oder Tuma Tschelle, Toma Gilli)    | 655 m      | BLN | 6,3 ha       | höchste Tuma im Sonderreservat. Teile des Hügels im Inventar der Trockenwiesen und -weide als von regionaler Bedeutung eingestuft. | 1963 Tuma Tschelli | Datei hochladen | 46.83213 9.4482  |
| Tuma Turera (oder Tuma Turrera, Toma San Gion)    | 610 m      | BLN | 0,3 ha       | mit Kirche Sogn Gion | 2011 Tuma Turera | Datei hochladen | 46.83733 9.45064 |
| Tuma Marchesa                                     | 605 m      | BLN | 1,1 ha       | | BW | Datei hochladen | 46.8296 9.4483   |
| Tuma Padrusa (oder Patrusa)                       | 631 m      | BLN | 5,1 ha       | bei der Tuma Platta | Bild gesucht Die Wikipedia wünscht sich an dieser Stelle ein Bild vom Ort mit diesen Koordinaten 46.83384 9.43951 . Motiv: Tuma Padrusa, Ansicht aus der Ferne oder von oben Falls du dabei helfen möchtest, erklärt die Anleitung , wie das geht. BW | Datei hochladen | 46.83384 9.43951 |
| Tuma Platta                                       | 607 m      | BLN | 1,8 ha       | | 2016 Tuma Platta | Datei hochladen | 46.83425 9.44274 |
| Tuma Varsera                                      | 607 m      | BLN | 0,4 ha       | beim Golfplatz | Bild gesucht Die Wikipedia wünscht sich an dieser Stelle ein Bild vom Ort mit diesen Koordinaten 46.82366 9.44389 . Motiv: Tuma Varsera, Ansicht seitlich oder von oben Falls du dabei helfen möchtest, erklärt die Anleitung , wie das geht. BW      | Datei hochladen | 46.82366 9.44389 |
| Tuma da Simanles (früher Brückbühl oder Hitzbühl) |            |     |              | 1961 abgetragen, bei Felsberg, 10 m hoch                                                                                           | |                 | Welt-Icon        |
| Schlossbühl (oder Schulhaushügel)                 |            |     |              | ?, bei Felsberg, 10 bis 12 m hoch                                                                                                  | |                 | Welt-Icon        |
| Tuma Gion Gioder                                  | 588 m      |     |              | [ r 3 ] | 1970 Tuma Gion Gioder (im Vordergrund links) | Datei hochladen | 46.835 9.4675    |